# BLEACH “B” STATION
BLEACH “B” STATION은 2005년 4월 4일부터 2010년 12월 27일까지 방송된 TV 도쿄의 애니메이션 블리치의 관련된 라디오 프로그램이다. 오사카 방송이 제작하여 분카 방송에서 방송되었다.

## 방송 시간
라디오 오사카
- 매주 월요일 21:30 - 22:00 (2005년 4월 4일 - 10월 3일)
- 매주 일요일 21:30 - 22:00 (2005년 10월 9일 - 2006년 4월 2일, 2006년 10월 8일 - 2007년 4월 1일)
- 매주 금요일 21:00 - 21:30 (2006년 4월 7일 - 9월 29일)
- 격주 월요일 20:30 - 21:00 (2007년 4월 9일 - 2010년 12월 27일)

RF라디오닛폰
- 매주 화요일 22:30 - 23:00 (2005년 4월 4일 - 2007년 3월)

분카 방송
- 격주 월요일 21:30 - 22:00 (2007년 4월 - 2010년 12월 27일)